# ريتشارد فيليبس (منافس ألعاب قوى)
ريتشارد فيليبس (بالإنجليزية: Richard Phillips) هو منافس ألعاب قوى جامايكي، ولد في 26 يناير 1983 في كينغستون في جامايكا.

## وصلات خارجية
- ريتشارد فيليبس على موقع الاتحاد الدولي لألعاب القوى (الإنجليزية)
- ريتشارد فيليبس على موقع اللجنة الأولمبية الدولية (الإنجليزية)
- ريتشارد فيليبس على موقع أوليمبيديا (الإنجليزية)
- ريتشارد فيليبس على موقع اتحاد ألعاب الكومنولث (مؤرشف) (الإنجليزية)